# Leo (2000)
Leo is een Spaanse film uit 2000, geregisseerd door José Luis Borau.

## Verhaal
Leo is een dakloze vrouw die worstelt met haar pijnlijke verleden. Vermomd als jongen werkt ze voor een recyclingbedrijf. Daar ontmoet ze Salva, een bewaker, die medelijden heeft met de verarmde jonge vrouw. Terwijl Leo en Salva dichter naar elkaar toe groeien, komt het verleden van Leo naar boven en wordt Salva meegesleurd in het leven van de mysterieuze vrouw.

## Rolverdeling
| Acteur           | Personage |
| ---------------- | --------- |
| Icíar Bollaín    | Leo       |
| Javier Batanero  | Salva     |
| Valeri Yevlinski | Gabo      |
| Luis Tosar       | Paco      |
| Rosana Pastor    | Merche    |
| Charo Soriano    | Leonor    |

## Ontvangst

### Prijzen en nominaties
Een selectie:
| Jaar | Evenement                      | Categorie                | Genomineerde    | Resultaat   |
| ---- | ------------------------------ | ------------------------ | --------------- | ----------- |
| 2001 | Premios Goya (15de uitreiking) | Beste film               | Leo             | Genomineerd |
| 2001 | Premios Goya (15de uitreiking) | Beste regisseur          | José Luis Borau | Gewonnen    |
| 2001 | Premios Goya (15de uitreiking) | Beste actrice            | Icíar Bollaín   | Genomineerd |
| 2001 | Premios Goya (15de uitreiking) | Beste debuterend acteur  | Javier Batanero | Genomineerd |
| 2001 | Premios Goya (15de uitreiking) | Beste origineel scenario | José Luis Borau | Genomineerd |
| 2001 | Premios Goya (15de uitreiking) | Beste montage            | José Salcedo    | Genomineerd |